# Letheringham
Letheringham – wieś i civil parish w Anglii, w hrabstwie Suffolk, w dystrykcie East Suffolk. Miejscowość liczy 74 mieszkańców.